# Ravne, Cerklje na Gorenjskem
Ravne este o localitate din comuna Cerklje na Gorenjskem, Slovenia, cu o populație de 30 de locuitori.